# Лихачёв, Ярослав Алексеевич
Ярослав Алексеевич Лихачёв (род. 2 сентября 2001, Ярославль) — российский хоккеист, нападающий.

## Биография
Воспитанник ярославского «Локомотива». Сезон 2017/18 провёл в команде НМХЛ «Локо-Юниор», после чего переехал в Канаду, где выступал за команды QMJHL «Гатино Олимпик» (2018/19) и «Бленвиль-Буабриан Армада». Летом 2021 года был в тренировочном лагере клубаа НХЛ «Аризона Койотис», но предложения о контракте не получил. Тренировался в «Локомотиве» у Андрея Скабелки, но вернулся в Северную Америку, где не дождался подписания контракта с одним из лидеров Лиги Онтарио «Лондон Найтс». Вернувшись в Россию, сезон 2021/22 отыграл в команде МХЛ «Локо». В начале сентября 2022 года был отдан в годичную аренду в хабаровский «Амур». 4 сентября в гостевом матче против «Куньлуня» (2:0) дебютировал в КХЛ. 3 ноября 2023 года продлил соглашение с «Локомотивом» до 30 апреля 2026 года.
Серебряный призёр юниорского чемпионата мира 2019 года.